# Kandilli-Observatorium

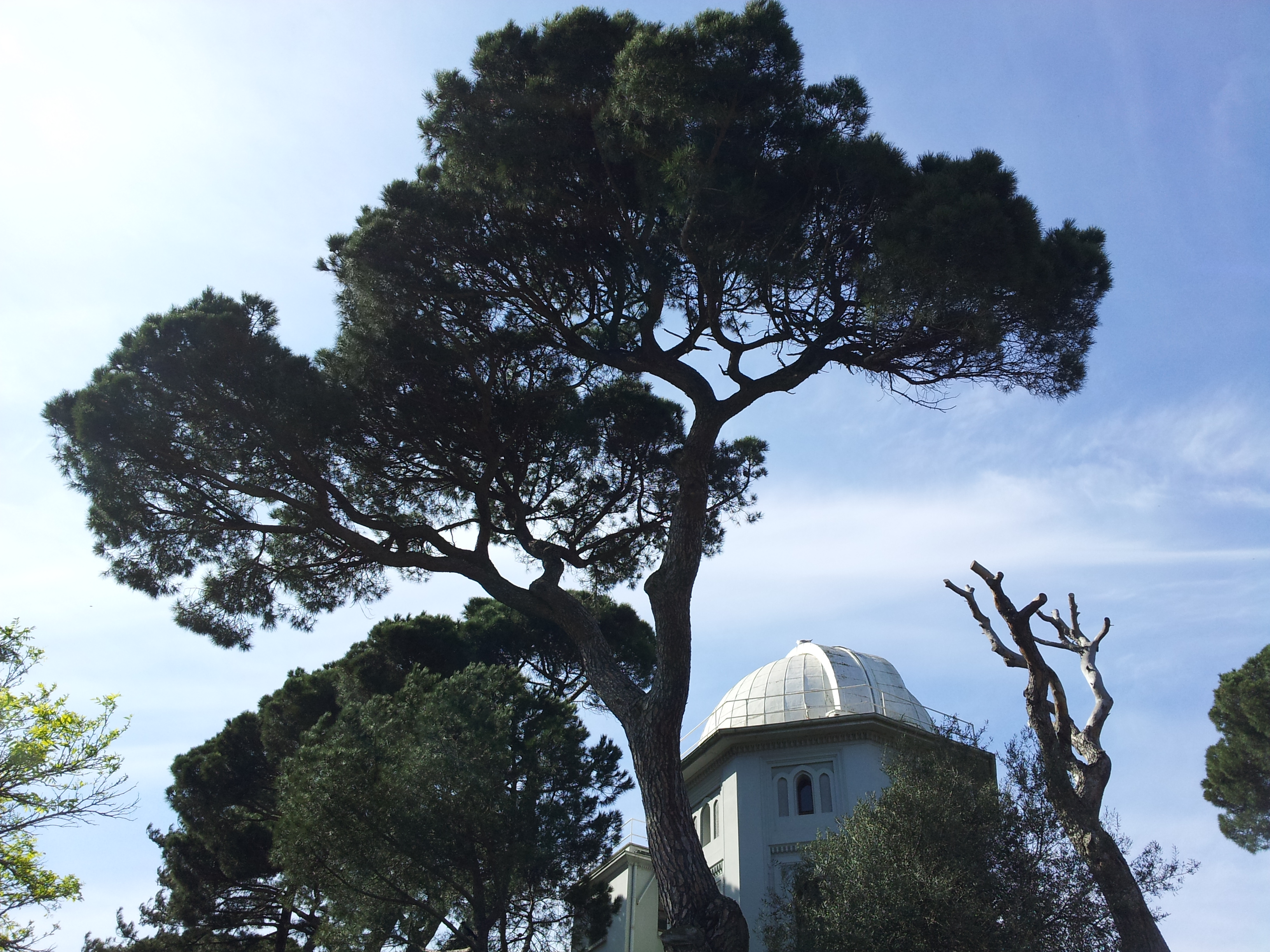
Blick auf das Observatorium

Das Kandilli-Observatorium oder auch offiziell das Kandilli-Observatorium und Erdbebenforschungsinstitut (türkisch Kandilli Rasathanesi ve Deprem Araştırma Enstitüsü; kurz KRDAE) ist eine türkische Sternwarte und Wetterstation, die ebenfalls auf Seismologie spezialisiert ist. Es befindet sich auf einem Hügel mit Blick auf den Bosporus im Stadtteil Kuleli des Bezirks Üsküdar auf der anatolischen Seite Istanbuls. Das Observatorium ist Teil der Boğaziçi Üniversitesi.

## Geschichte
Bekannte Astronomen im Osmanischen Reich waren ʿAlī al-Qūschdschī († 1474) und Taqi ad-Din († 1585), die die Wissenschaft der Astronomie in den osmanischen Madrasa einführten. Eine ganze Zeitlang danach aber war die Astronomie auf reine Zeitmessung und Festlegung der Gebetszeiten beschränkt. Mit den Reformen und Modernisierung der osmanischen Verwaltung und des Militärs Mitte des 19. Jahrhunderts wurde die Astronomie als Lehrfach in den Hochschulen eingeführt.
Das Observatorium, ursprünglich „Großherrliches Observatorium“ (osm.: Rasathane-i Amire) genannt, wurde 1868 in Pera auf der europäischen Seite Istanbuls gegründet und war hauptsächlich der Wettervorhersage und der genauen Zeitmessung gewidmet. Das Observatorium wurde mit Hilfe der Franzosen gebaut und Instrumente aus Europa importiert. Erster Direktor war Aristide Coumbary.

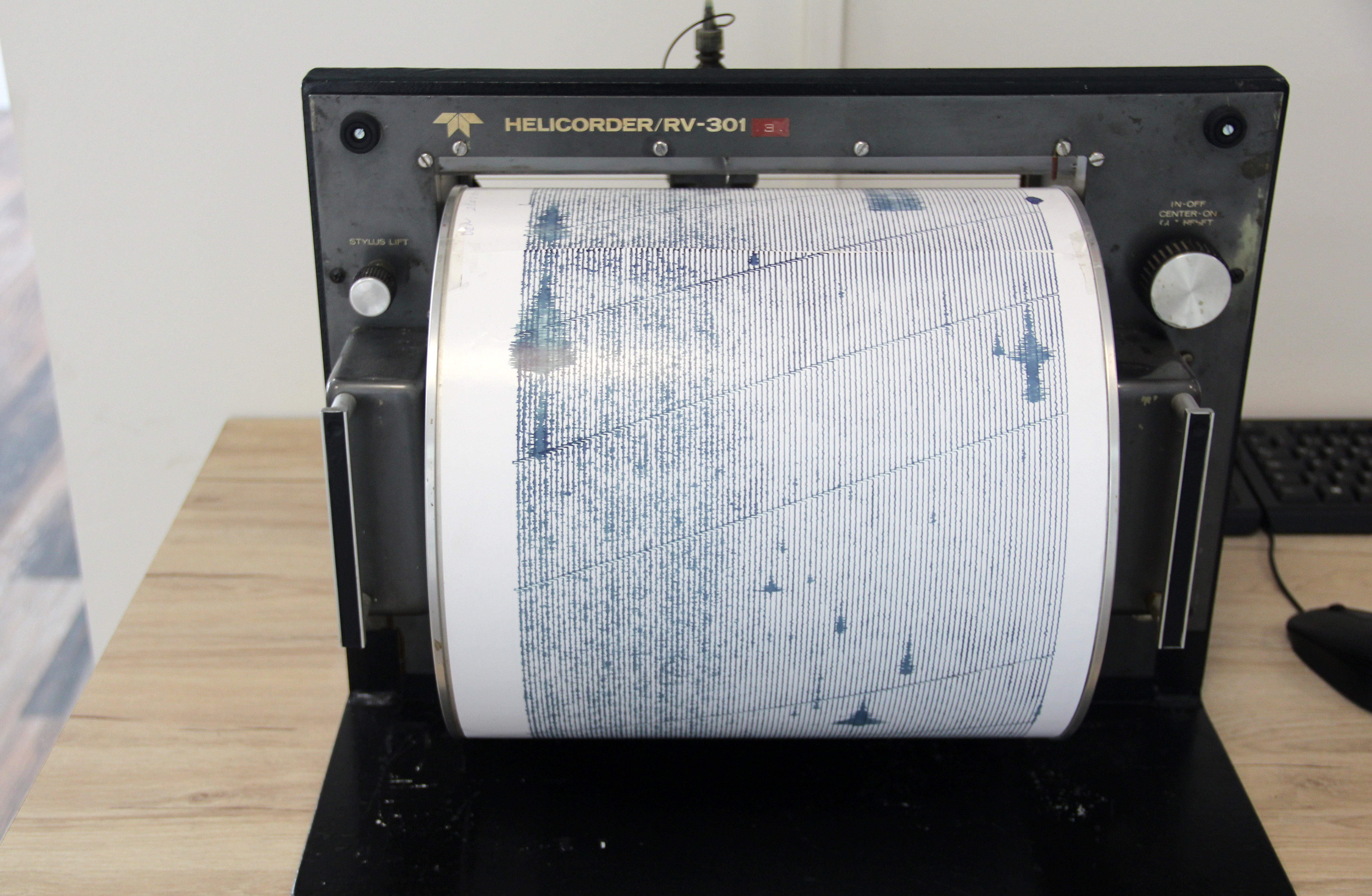
Alter Seismograph der Erdbebenwarte Kandilli in Istanbul

Mit dem großen Erdbeben von Istanbul 1894 wurde die Notwendigkeit für eine Erdbebenwarte deutlich. Kurz darauf wurden zwei Seismografen aus Italien gekauft und einer davon in der Rasathane-i Amire aufgestellt – der zweite ging in den Yıldız-Palast des Sultans Abdülhamid II. Zur Unterstützung wurde aus Rom G. Agamemnone nach Istanbul eingeladen. Er baute ein Netz von mehreren Messstationen im Osmanischen Reich auf und schulte die Mitarbeiter der Einrichtung. Doch als er 1897 Istanbul verließ, wurden die Beobachtungen nicht mehr so systematisch weitergeführt.
Während der Unruhen am 31. März 1909 wurde das Observatorium von Rebellen zerstört – Überreste wurde in Maçka (Stadtteil Beşiktaş) untergebracht. Im nächsten Jahr wurde Professor Fatin (später Fatin Gökmen) jedoch mit der Wiederherstellung des Observatoriums beauftragt. Er wählte den gegenwärtigen Standort auf dem İcadiye-Hügel aus. Die systematischen Forschungsarbeiten begannen am 1. Juli 1911. Nach mehreren Namensänderungen wurde 1940 der Name „Kandilli-Observatorium, Astronomie und Geophysik“ verwendet; allerdings gehört die Örtlichkeit heute nicht zum Stadtteil Kandilli, sondern zum südlich angrenzenden Stadtteil Kuleli. 1982 wurde das Observatorium der Boğaziçi Üniversitesi angegliedert. Später wurde die Institution in Kandilli Rasathanesi ve Deprem Araştırma Enstitüsü umbenannt.

## Direktoren
- Aristide Coumbary
- Salih Zeki Bey
- Bedii Bey
- Fatin Gökmen

## Organisation

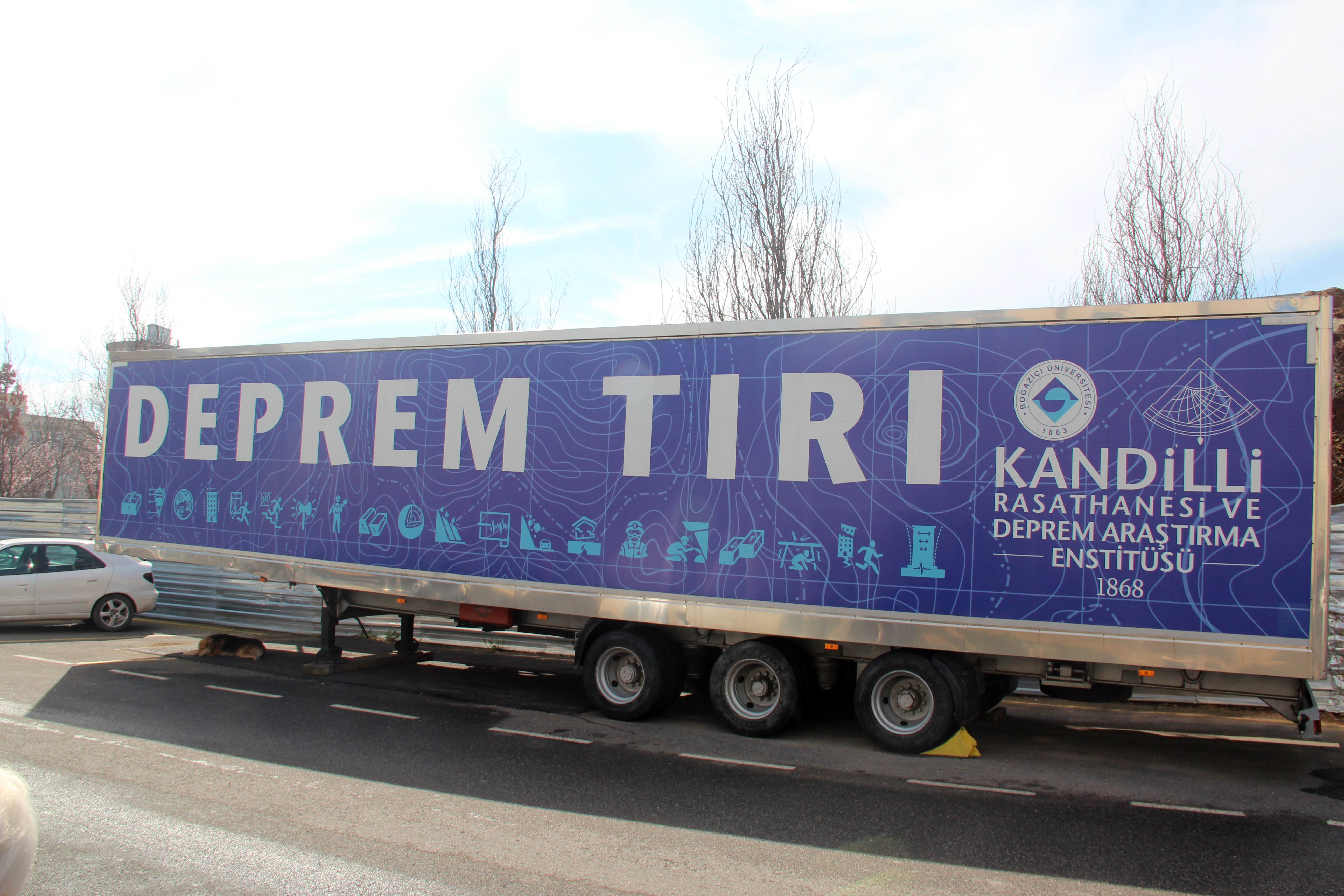
Lastwagen-Anhänger für Öffentlichkeitsarbeit der Erdbebenwarte Kandilli in Istanbul

Das Kandilli-Observatorium besteht aus den folgenden Abteilungen, Laboratorien und anderen Einrichtungen:
Abteilungen:
- Erdbebensicheres Bauen
- Geodäsie
- Geophysik

Laboratorien:
- Astronomie
- Geomagnetismus
- Meteorologie
- Optik

Andere Einrichtungen:
- Erdbebenmuseum
- Nationales Erdbebenüberwachungszentrum
- Magnetüberwachungsstation
- Geodäsie- und Magnetüberwachungsstation
- Abteilung für Katastrophenvorsorge
- Sonnenturm
- Institut für Biomedizinische Technik
- Forschungszentrum für Telekommunikation und Informatik

Darüber hinaus werden vom Observatorium außerhalb des Campus folgende Zentren betrieben:
- Belbaşı Nuclear Tests Monitoring Center, ehemals seismische Forschungsstation Belbaşı (Belbaşı, Provinz Ankara)
- Iznik-Zentrum zur Reduzierung von Erdbebenschäden (Iznik Deprem Zararlarinin Azaltilmasi Merkezi) (Iznik, Provinz Bursa)